# Hyperaspis concolor
Hyperaspis concolor är en skalbaggsart som beskrevs av Christian Wilhelm Ludwig Eduard Suffrian 1843. Hyperaspis concolor ingår i släktet Hyperaspis, och familjen nyckelpigor. Det är osäkert om arten förekommer i Sverige.